# Snåltjenjaure
Snåltjenjaure är en sjö i Krokoms kommun i Jämtland och ingår i Indalsälvens huvudavrinningsområde. Sjön har en area på 0,16 kvadratkilometer och ligger 708 meter över havet. Snåltjenjaure ligger i Oldflån-Ansätten Natura 2000-område.

## Delavrinningsområde
Snåltjenjaure ingår i det delavrinningsområde (709485-139467) som SMHI kallar för Mynnar i Båktjenjaure. Medelhöjden är 777 meter över havet och ytan är 1,15 kvadratkilometer. Det finns inga avrinningsområden uppströms utan avrinningsområdet är högsta punkten. Vattendraget som avvattnar avrinningsområdet har biflödesordning 6, vilket innebär att vattnet flödar genom totalt 6 vattendrag innan det når havet efter 325 kilometer. Avrinningsområdet består mestadels av skog (35 procent) och kalfjäll (51 procent). Avrinningsområdet har 0,17 kvadratkilometer vattenytor vilket ger det en sjöprocent på 14,4 procent.